# Rhacophorus malabaricus
Rhacophorus malabaricus är en groddjursart som beskrevs av Thomas C. Jerdon 1870. Rhacophorus malabaricus ingår i släktet Rhacophorus och familjen trädgrodor. IUCN kategoriserar arten globalt som livskraftig. Inga underarter finns listade i Catalogue of Life. Den återfinns i Västra Ghats i Indien.

## Galleri

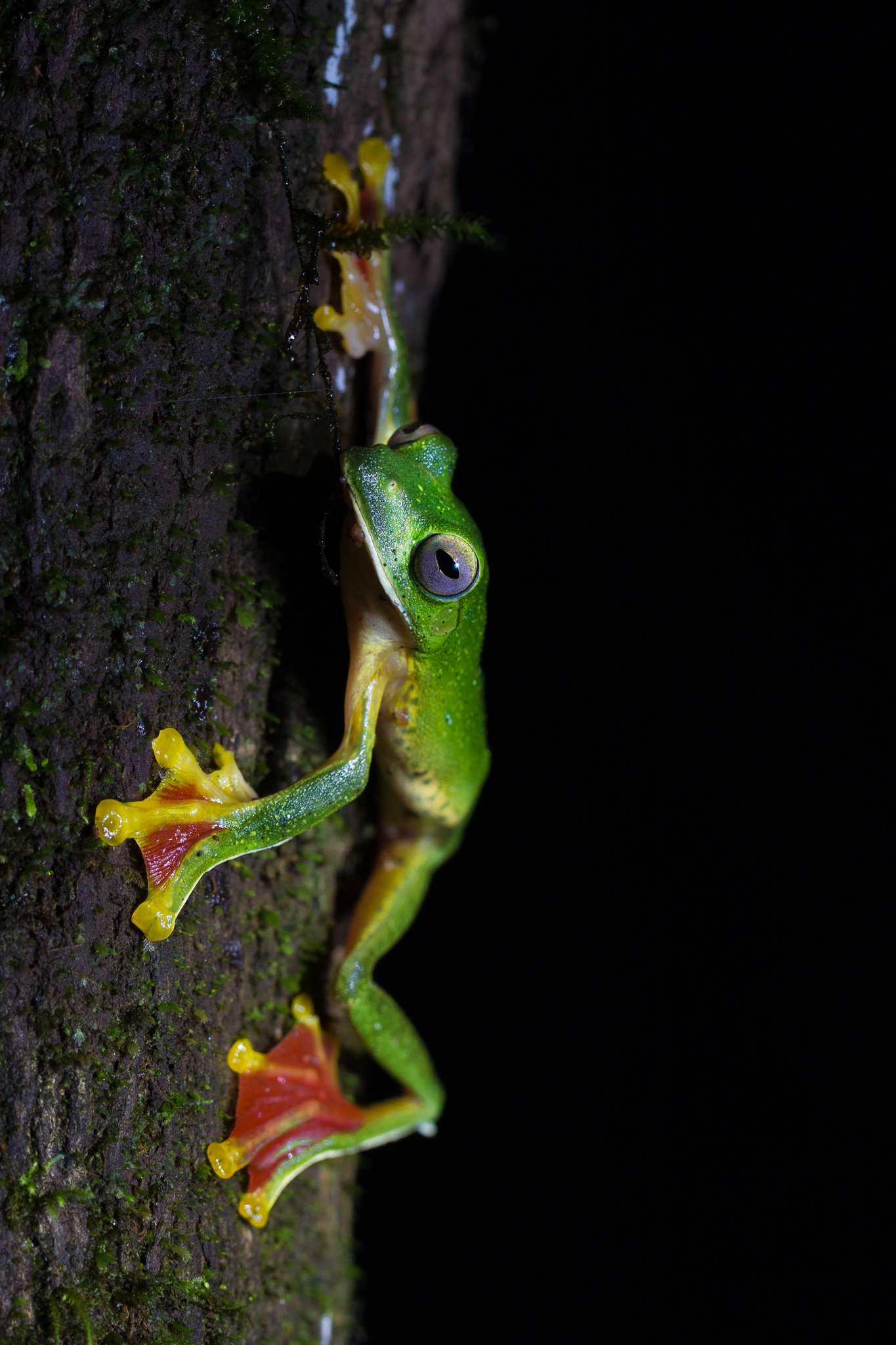
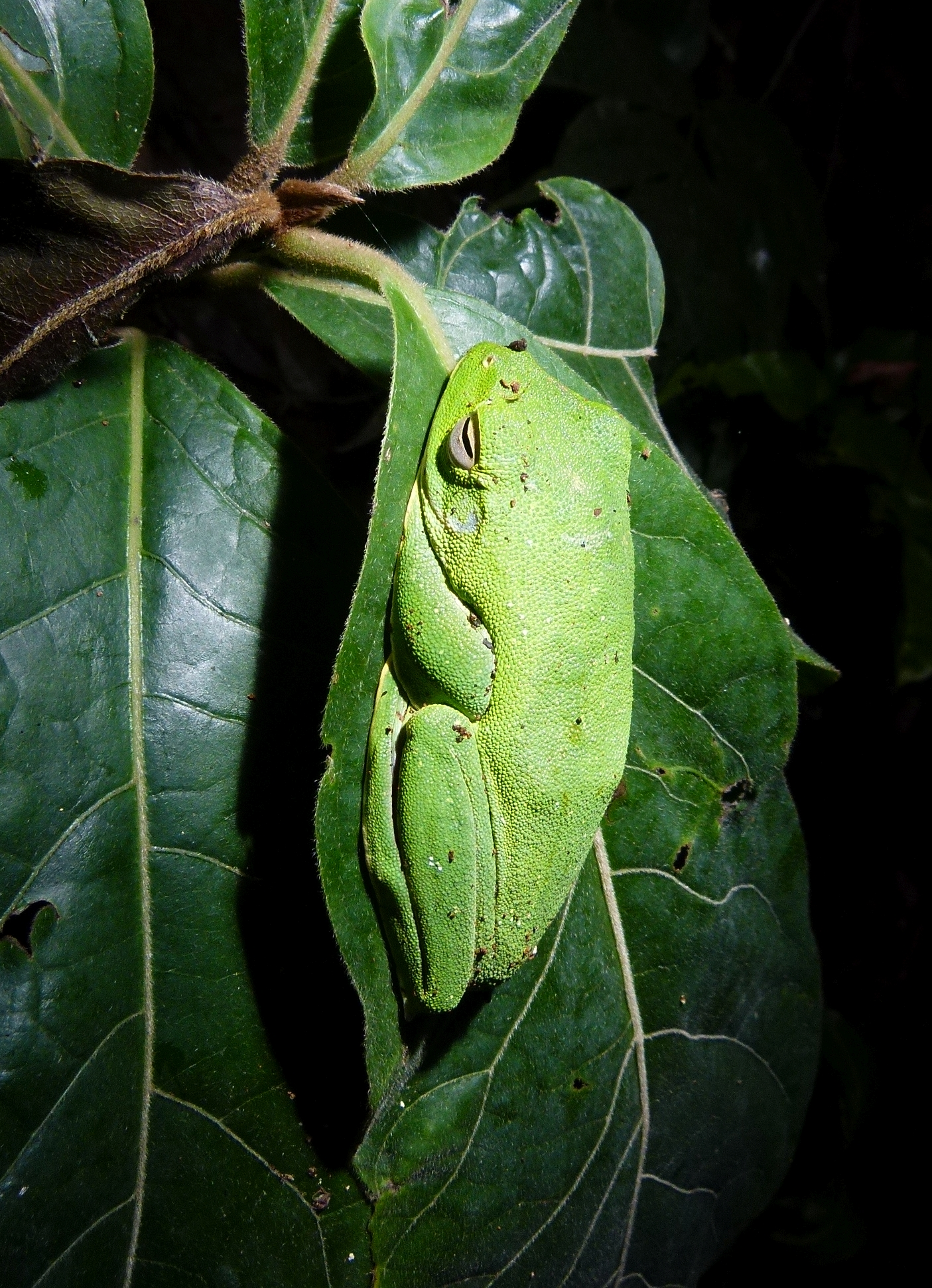
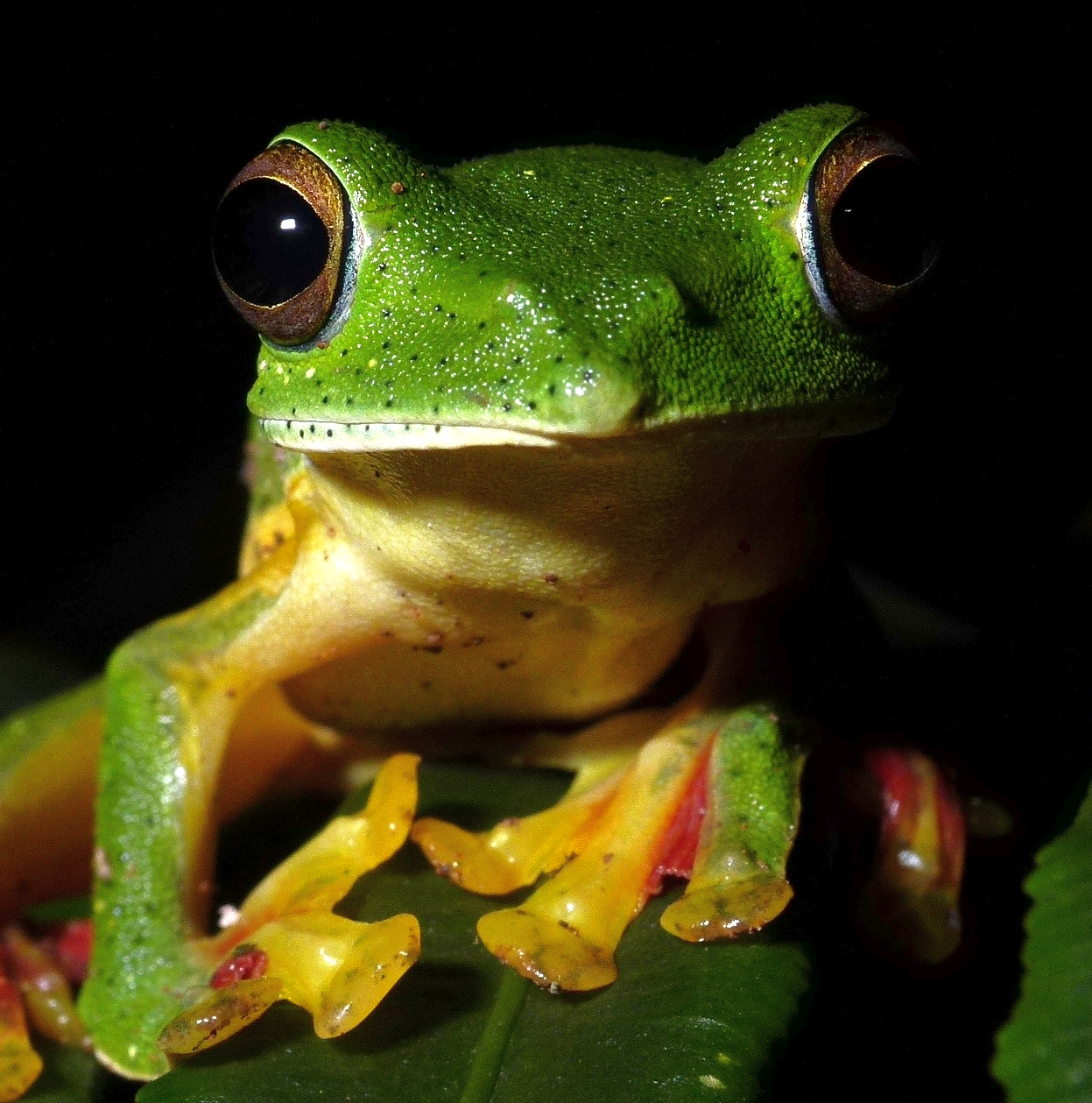